# Juliana Negedu
Juliana Ojoshogu Negedu (née le 31 juillet 1979) est une joueuse nigériane de basket-ball. Elle est membre de l'équipe du Nigeria de basket-ball féminin et a participé aux Jeux olympiques d'été de 2004.

## Palmarès
- Médaille d'or aux Jeux africains de 2003